# Kurwa (singolo)
Kurwa è un singolo del duo musicale russo Little Big pubblicato il 10 ottobre 2024.

## Video musicale
Il videoclip della canzone è stato pubblicato il 2 maggio 2024 sul canale YouTube. In esso, si vede semplicemente Il'ja Prusikin che balla indossando vari costumi a tempo con la canzone.

## Tracce
Testi di Il'ja Prusikin, musiche di Viktor Sibrinin.
1. Kurwa – 1:59